# Гранична глибина (фільм, 2001)
«Гранична глибина» (англ. Submerged) — американський художній фільм 2001 року режисера Джеймса Кіча. Екранізація за мотивами роману Пітера Маса «Жахливі години» (The Terrible Hours) та справжніх подій.

## Сюжет
Фільм розповідає про справжню морську катастрофу з підводним човном 23 травня 1939 року під час планових морських випробувань в Атлантичному океані біля Портсмуту, штат Нью-Гемпшир. З затонулого човна на глибині 72 м води за два дні рятувальної операції вдалося врятувати 33-ох моряків з 59-ох членів команди.

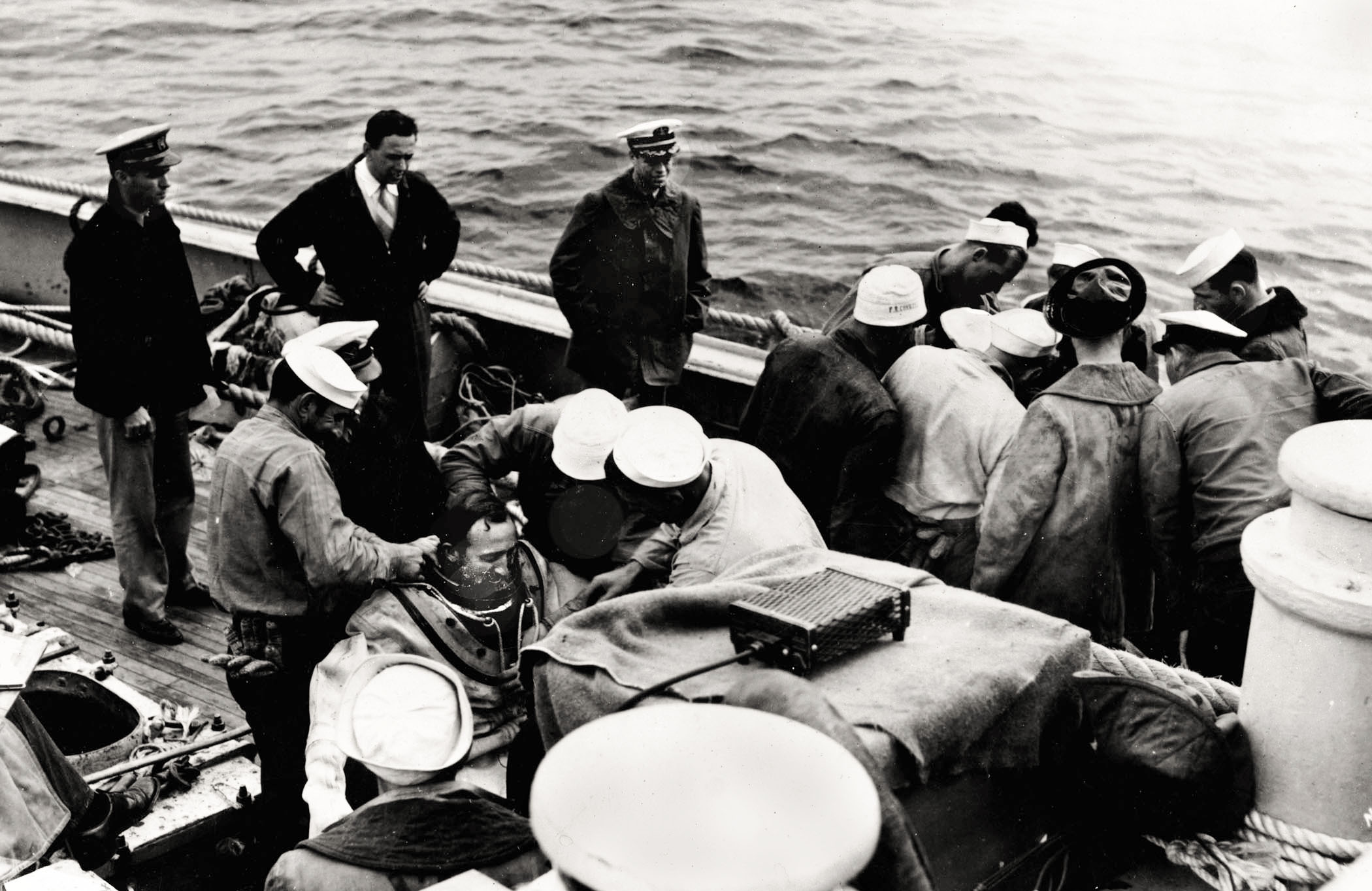
Одягання двох водолазів з рятувальної команди під час реальних подій

## Ролі виконують
- Сем Нілл — Чарльз Момсен
- Шей Віґем — Олівер Френсіс Накін[en]
- Емілі Проктер — Френсіс Накін
- Г'ю О’Конор[de] — Джим Макдональд
- Джеймс Сікінг[en] — адмірал Сайрус Коул

## Навколо фільму
У той час як в багатьох подібних фільмах про морські катастрофи зазвичай намагаються ускладнити описувані події та додати їм драматизму, у цьому фільмі все виглядає дещо спрощено. Насправді у реальній рятувальній операції брали участь ще кілька кораблів, і коли водолазний дзвін заклинив під час четвертого опускання, було здійснено кілька занурень, перш ніж його вдалося звільнити. 